# St. Laurentius (Oberbaar)

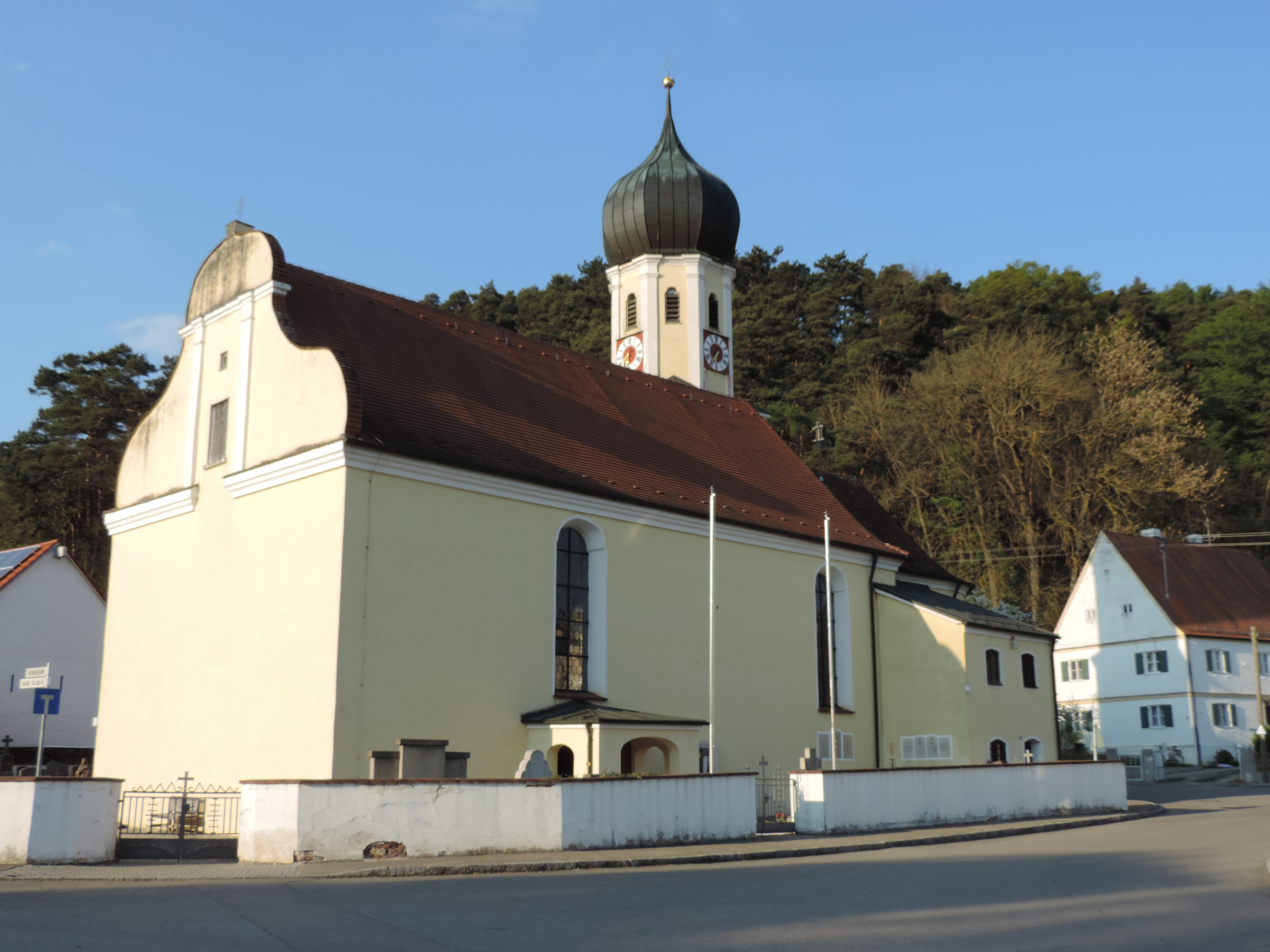
St. Laurentius in Oberbaar

St. Laurentius ist eine römisch-katholische Pfarrkirche in Oberbaar, einem Gemeindeteil von Baar im schwäbischen Landkreis Aichach-Friedberg in Bayern. Das denkmalgeschützte Bauwerk aus dem 18. Jahrhundert ist in der Liste der Baudenkmäler in Baar unter der Nr. D-7-71-176-5 eingetragen. Die Pfarrei gehört zum Dekanat Augsburg-Land des Bistums Augsburg.

## Beschreibung
Die Saalkirche wurde 1715/16 anstelle des baufälligen Vorgängerbaus errichtet. Sie besteht aus einem Langhaus, einem eingezogenen, korbbogig geschlossenen Chor im Osten und einem Chorflankenturm auf quadratischem Grundriss an dessen Nordwand. Er wurde mit einem achteckigen, mit Pilastern verzierten Geschoss aufgestockt, das die Turmuhr und den Glockenstuhl beherbergt, und mit einer Zwiebelhaube bedeckt. Die Fassade im Westen hat einen Schweifgiebel. 
Der Innenraum des Langhauses ist mit einer Flachdecke überspannt, der des Chors mit einem Stichkappengewölbe. Das Fresko im Chor hat 1901 Leonhard Thoma gestaltet. Der Stuck im Langhaus wurde 1943 von Karl Stiller eingebracht. Der Hochaltar wurde 1763 aufgestellt, die Kanzel 1798. Auf einer großen Konsole steht eine Kreuzigungsgruppe aus dem frühen 18. Jahrhundert.